# Godfried van Bath

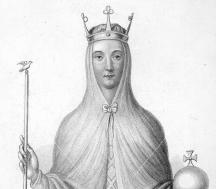
Adelheid van Leuven, koningin van Engeland

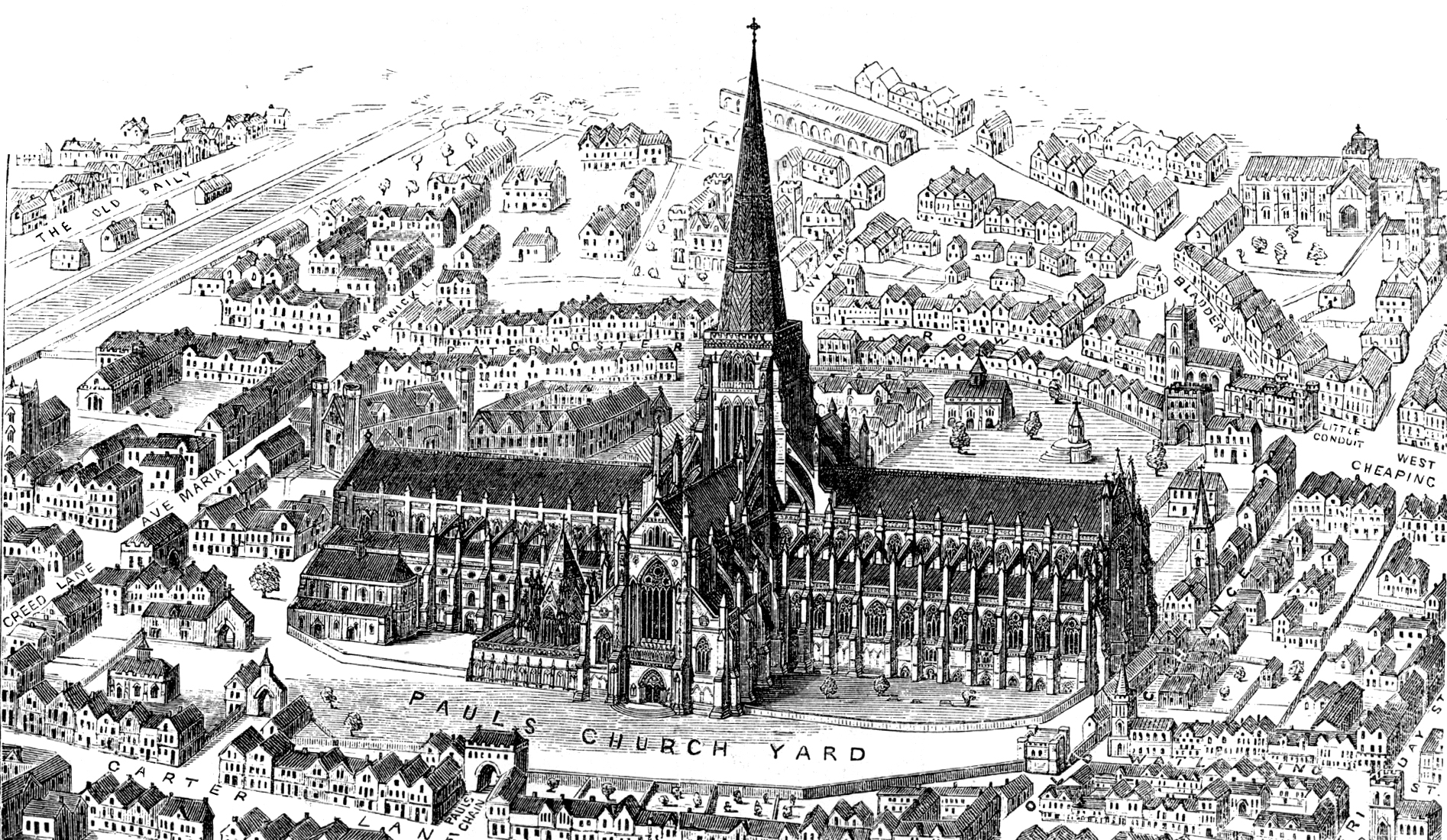
Oude St Paul's Cathedral in Londen waar Godfried tot bisschop werd gewijd

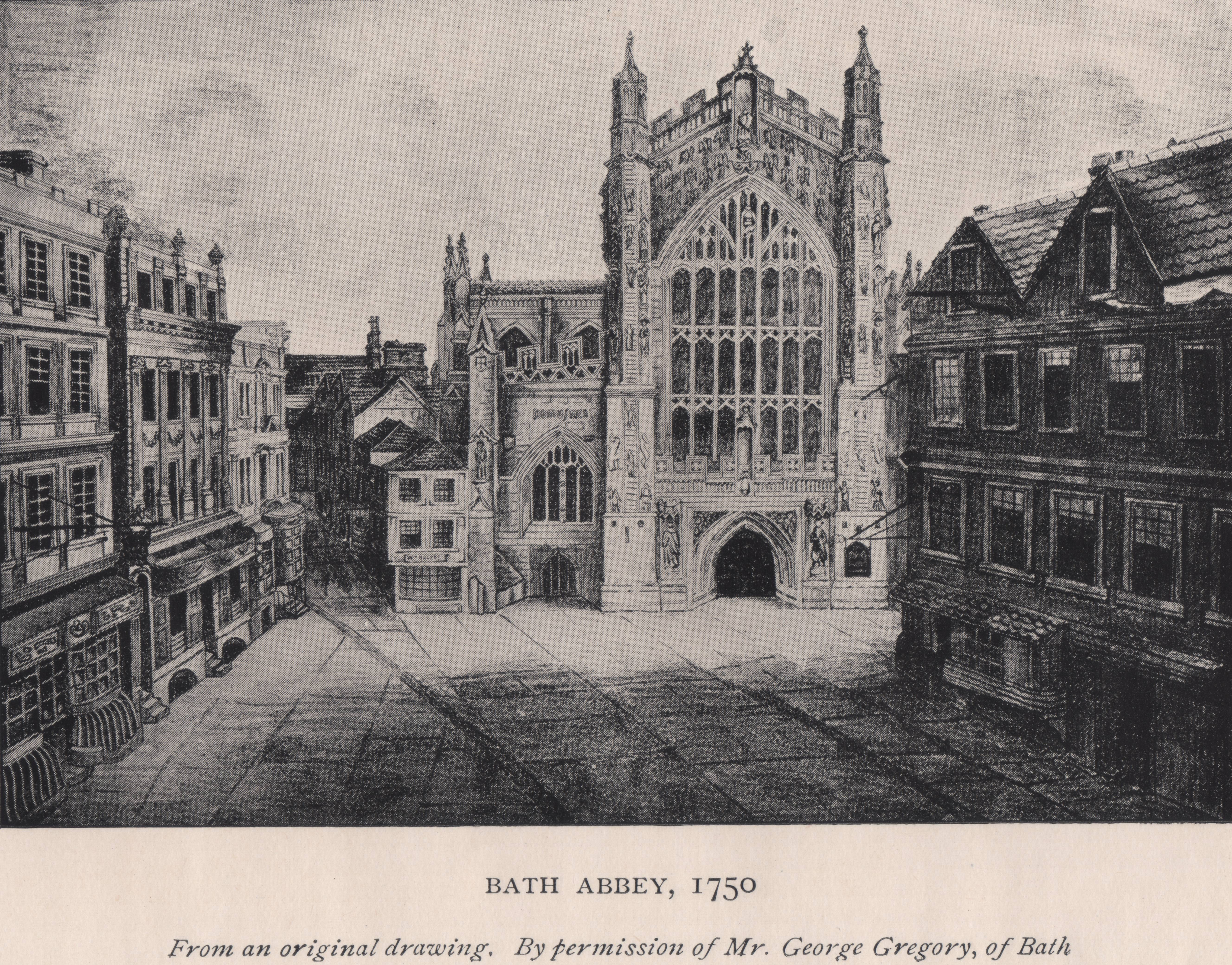
Abdijkerk van Bath, toen kathedraal.

Godfried van Bath (Leuven, 2e helft 11e eeuw - Bath, 16 augustus 1135) was een Leuvenaar die rooms-katholiek bisschop van Bath was van 1123 tot zijn dood in 1135.

## Levensloop
Godfried was geboren in Leuven, hoofdplaats van het hertogdom Neder-Lotharingen, dat een van de vorstendommen was in het Rooms-Duitse Rijk. In de Angelsaksische kroniek is hij omschreven als Teutonicus, wat Latijn is voor Duitser. Hij was kapelaan van prinses Adelheid van Leuven uit het Huis der Reiniers. Godfried reisde mee met Adelheid wanneer ze uitgehuwelijkt werd (1121) met de weduwnaar Hendrik I, koning van Engeland. Hij bleef haar kapelaan.
Twee jaar later benoemde Hendrik I Godfried tot bisschop van Bath (1123). Het bisdom Bath had in die tijd elke link met de oorspronkelijke bisschopszetel van Wells geschrapt. Na de Normandische verovering van Engeland hadden de Normandiërs immers de stad Wells ontnomen van hun bisschopszetel. De kathedraal was tijdelijk ingericht in de benedictijnerkerk van Bath. Het kapittel van Wells weigerde elke financiële tussenkomst voor de bisschop in Bath, die zij beschouwden als een usurpator.
De Fransman Guillaume de Corbeil, aartsbisschop van Canterbury en leerling van Anselmus van Laon, wijdde Godfried tot bisschop van Bath. Godfrieds wijding tot bisschop vond plaats in de oude Sint-Paulskathedraal van Londen, voorloper van de huidige St Paul's Cathedral.
Het pontificaat van Godfried duurde 12 jaar, tot zijn dood in 1135. In deze periode onderhield hij regelmatig contacten met het hof van Hendrik I en Adelheid in Londen. De pogingen van Godfried om de relaties met het kapittel van Wells te herstellen, mislukten allemaal. In 1125 en in 1129 nam bisschop Godfried deel aan een lokaal concilie in Londen, waarbij de situatie van gehuwde priesters in Engeland besproken werd. Koningin Adelheid onderhield goed haar relaties met het hertogdom Brabant; zij reisde er meermaals heen om bezoeken af te leggen. Bisschop Godfried reisde tweemaal met haar mee naar Brabant. In 1130 was Godfried in Affligem en in 1133 in Chastre, bij Gembloers.
Hij werd begraven naast het noordelijk altaar van de abdijkerk van de benedictijnen van Bath.